# Усмено предање
Усмено предање, или усмена традиција, је облик људске комуникације у којој се знање, уметност, идеје и културни материјал примају, чувају и усмено преносе са једне генерације на другу. Пренос се одвија кроз говор или песме и може укључивати народне приче, баладе, епове, прозу или поезију. На овај начин је могуће да друштво преноси усмену историју, усмену књижевност, усмено право и друга знања кроз генерације без система писања, или паралелно са системом писања. Религије као што су будизам, хиндуизам, католицизам, и џаинизам, на пример, користиле су усмену традицију, паралелно са системом писања, да би пренеле своје канонске списе, ритуале, химне и митологије са једне генерације на другу.
Усмено предање подразумева информације, сећања и знање које су заједничке групе људи, током многих генерација; није исто што и сведочење или усмена историја. У општем смислу, „усмена традиција“ се односи на подсећање и преношење специфичног, сачуваног текстуалног и културног знања путем вокалног исказа.  Као академска дисциплина, односи се и на скуп предмета проучавања и на метод којим се они проучавају.
Проучавање усмене традиције разликује се од академске дисциплине усмене историје, која је бележење личних сећања и историје оних који су доживели историјске ере или догађаје. Усмена традиција се такође разликује од проучавања усменог говора, дефинисаног као мисао и њено вербално изражавање у друштвима у којима су технологије писмености (нарочито писање и штампа) непознате већини становништва. Фолклор је врста усмене традиције, али знања која нису фолклорна су усмено преношена и тако сачувана у људској историји.
Према Џону Фолију, усмена традиција је древна људска традиција која проналазимо у „свим крајевима света”.

## Преношење
Усмена традиција се суочава са изазовом тачног преношења и проверљивости тачне верзије, посебно када култури недостаје писани језик или има ограничен приступ алатима за писање. Усмене културе су користиле различите стратегије које то постижу без писања. На пример, јако ритмичан говор испуњен мнемотехничким уређајима побољшава памћење и понављање. Неколико корисних мнемотехничких средстава укључују алитерацију, понављање, асонанцу и пословичне изреке. Поред тога, стих је често метрички састављен са тачним бројем слогова или морае. Стихови епа или текста су обично креирани тако да се дуги и кратки слогови понављају према одређеним правилима, тако да ако се направи грешка или ненамерна промена, унутрашњи преглед стиха открива проблем. Усмена традиција се може пренети кроз представе и глуму, као што у савременом Камеруну показују Графији или Граслендери који изводе и држе говоре како би подучавали своју историју кроз усмену традицију. Такве стратегије олакшавају пренос информација без писменог посредника, а могу се применити и на усмено управљање.